# فنکون
فنکون (به انگلیسی: Fenchone) با فرمول شیمیایی C10H16O یک ترکیب شیمیایی با شناسه پاب‌کم 14525 است. که جرم مولی آن 152.23 g/mol می‌باشد. 
فنچون یک ترکیب آلی است که به عنوان یک مونوترپوئید و کتون طبقه بندی می شود. این یک مایع روغنی بی رنگ است. این ساختار و بوی شبیه به کافور دارد. شنبلیله یکی از ترکیبات پوستی و اسانس رازیانه است. شنبلیله به عنوان عطر و طعم در غذاها و عطرها استفاده می شود. [2] 
نامهای دیگر فنچون شامل dl-fenchone و (±)-فنکن می باشد. این ترکیبی از آنانیومرهای d-fenchone و l-fenchone است. نامهای دیگر d-fenchone شامل (+) - شنبلیله و (1S ، 4R) -فنچون است. نامهای دیگر l-fenchone عبارتند از: - - fenchone و (1R ، 4S) فنکن. آنانیومر d-fenchone در گیاهان و دانه های رازیانه وحشی ، تلخ و شیرین به شکل خالص رخ می دهد ، در حالی که آنا